# Ральф Кенна
Професор Ральф Кенна (англ. Ralph Kenna)  (народився 27 серпня 1964 року - помер 26 жовтня 2023 року) – ірландський математик і фізик теоретик,  очолював групу статистичної фізики в Університеті Ковентрі (Англія). Головними галузями його досліджень є критичні явища та соціофізика. 

## Ранні роки і освіта
Ральф Кенна народився в містечку Атлон (графство Західний Міт, Ірландія) 27 серпня 1964 року.  Після отримання ступеня бакалавра та магістра в Триніті коледжі Дубліна в 1988 році він продовжив своє навчання в аспірантурі в Грацькому університеті, Австрія   під керівництвом професора Крістіана Ланга. У 1993 році він захистив дисертацію на звання доктора природничих наук (Dr. rer. nat.) з відзнакою.

## Кар'єра
З 1994 по 1997 Ральф Кенна працював у Ліверпульському університеті, а в 1997-2002  – у Триніті коледжі в Дубліні, де читав лекції з 1998 по 2002. Починаючи з 2002, Р. Кенна працює в університеті Ковентрі, Англія, спочатку на посаді лектора, а з 2012 як професор. У 2005 він став співзасновником Дослідницького центру в галузі прикладної математики (AMRC). Р. Кенна – засновник і співдиректор L4  – об’єднання науковців чотирьох установ (Університетів Ляйпціґу, Лотарингії, Ковентрі та Інституту фізики конденсованих систем НАН України (Львів)), яке включає, зокрема, і міжнародний коледж докторантів “Статистична фізика складних систем”.
Наукові інтереси Р. Кенни стосуються теорії поля, статистичної фізики складних систем та фазових переходів, соціофізики. Зокрема, відомими стали дослідження Ральфа Кенни, в яких він використовувала кількісні підходи для відстеження еволюції стародавніх наративів, таких як  "Іліада" Гомера, «Пісні Осіана» та багатьох інших . 

## Вибрані публікації
- Maths meets myths: Quantitative approaches to ancient narratives. Springer, 2016. (Editor with Máirín MacCarron & Pádraig MacCarron) ISBN 978-3-319-39445-9

## Поклики
1. ↑  Montenegro A. ORCID Public Data File 2023 — 2023. — doi:10.23640/07243.24204912.V1
2. ↑  Kenna, Ralph. AMRC, Coventry University:   Single view. Complexity-coventry.org. Архів оригіналу за 15 листопада 2016. Процитовано 15 листопада 2016.
3. ↑  50th birthday of Ralph Kenna (PDF). Icmp.lviv.ua. Процитовано 15 листопада 2016.
4. ↑  Physics - Ralph Kenna. Physics.aps.org. Процитовано 15 листопада 2016.
5. ↑  Padraig Mac Carron and Ralph Kenna: If Achilles Used Facebook... Historynewsnetwork.org. Процитовано 15 листопада 2016.
6. ↑  Maths Meets Myths: Quantitative Approaches to Ancient Narratives - Ralph Kenna. Springer.com. Процитовано 15 листопада 2016.
7. ↑  The truth behind the world’s greatest literary hoax. Independent.co.uk. 20 жовтня 2016. Процитовано 15 листопада 2016.